# Olga Engl
Pour les articles homonymes, voir Engl.
Olga Engl, née à Prague, en Autriche-Hongrie (aujourd'hui en République tchèque), le 30 mai 1871 et morte à Berlin-Wilmersdorf le 21 septembre 1946 , est une actrice de théâtre et de cinéma autrichienne qui est apparue dans près de 200 films au cours de sa carrière dans l'industrie cinématographique.

## Biographie
Olga Engl est éduquée dans un monastère et commence sa carrière d'actrice au Conservatoire de Prague. En août 1887, elle fait ses débuts sur scène dans sa ville natale dans le rôle de Bertha dans Die Verschwörung des Fiesco zu Genua.

## Filmographie partielle
- 1918 : L'Expiation d'Emmerich Hanus
- 1921 : Die Rache einer Frau de Robert Wiene
- 1922 : Der Bekannte Unbekannte d'Erik Lund
- 1922 : Le Fantôme de Friedrich Wilhelm Murnau
- 1926 : Manon Lescaut d'Arthur Robison
- 1926 : La Bonne Réputation de Pierre Marodon
- 1926 : La Duchesse de Langeais de Paul Czinner
- 1926 : Sibérie, terre de douleur de Mario Bonnard et Guido Parisch
- 1927 : Die Geliebte de Robert Wiene
- 1928 : Das tanzende Wien de Friedrich Zelnik
- 1931 : Émile et les Détectives de Gerhard Lamprecht
- 1933 : Tout mon cœur Veronika (Gruß und Kuß – Veronika) de Carl Boese
- 1936 : Stadt Anatol de Victor Tourjanski
- 1942 : Un grand amour (Die große Liebe) de Rolf Hansen